# ガンジンルー
ガンジンルーは、愛媛県出身のロックバンドである。1998年結成。1999年ライブハウス松山サロンキティのMAD MAGAZINE RECORDよりインディーズデビュー。

## メンバー
- くさなぎじゅりあん - ボーカル・ギター。愛媛県松山市出身。
- 屋久範文（やひさのりふみ） - ギター。愛媛県出身。
- 谷 心太朗（たにしんたろう） - ベース。愛媛県松山市出身。
- 迫田智之（さこだともゆき） - ドラム。鹿児島県出身。

## 旧メンバー
- 越智耕三（おちこうぞう） - ベース。愛媛県松山市出身。

## ディスコグラフィー

### アルバム
|     | 発売日        | タイトル           | 企画品番  |
| --- | ------------- | ------------------ | --------- |
| 1st | 1999年        | 百年の恋           | BTMM-16   |
| 2nd | 2001年11月7日 | あつい抱擁         | HNCA-1004 |
| 3rd | 2003年8月20日 | あすなろの詩       | BJCD-7    |
| 4th | 2008年5月14日 | どしゃ降りレコード | BJCD-21   |
| 5th | 2016年4月1日  | SELECTION          | MMR-0053  |
| 6th | 2019年6月8日  | Self Dimension     | MMR-0089  |

### スプリットアルバム
1. 激突（2008年3月19日）
FULL MONTYとのスプリットアルバム。

### シングル
1. My Home Ground（2006年11月22日）
M1は愛媛FCサポートソングとして楽曲を提供。
My Home Ground／ひとつだけの夜／時速無限大の疾風